# Азулай, Хаим Йосеф Давид
Хаим Иосеф Давид Азулай (или Азулаи; Haim Yosef David Azulai); кратко Хида (ивр. חִידָ"א‎ — акроним имени; 1724, Иерусалим, Палестина— 1807, Ливорно) — раввин и библиограф, видный представитель раввинско-каббалистической литературы XVIII века. Автор многих сочинений, особенно прославившийся книгой «Шем ха-гдолим» («Имена знаменитостей»; 1774). Посек, посланец Эрец-Исраэль в страны еврейской диаспоры для сбора средств на ишув и духовной поддержки местных общин (мешулах).

## Биография
Родился в Иерусалиме у Ицхака Зрахьи Азулая. Происходил из семьи известных раввинов, выходцев из Марокко. Его учителями были Ицхак Рапопорт, Йона Навон и Хаим бен Атар (Ор ха-Хаим). В раннем детстве проявил выдающиеся способности и к 20 годам стал общепризнанным раввинским авторитетом. После женитьбы жил в Хевроне. Из-за постоянных материальных нужд ишува был послан на сборы средств в 1755, 1770 и 1781. За сбором средств в этот период посылали только очень уважаемых раввинов. Факт отправки Азулая говорит о его важном общественном положении и большой учёности уже в 31 год. Во время своих путешествий посетил все крупные еврейские общины, включая Египет, Тунис, Италию, Германию, Францию, Голландию, Великобританию и даже Литву, где встретился с виленским гаоном. Во время поездок, кроме сбора средств, Азулай также искал редкие еврейские рукописи. Некоторые из них он приобрёл и опубликовал, а другие описал в своей книге «Шем ха-гдолим». В 1770 г. Азулай поселился в Ливорно, где стал местным раввином и опубликовал основные свои труды. Был женат дважды и оставил двух сыновей, которые продолжили дело отца.